# Minden (Nevada)

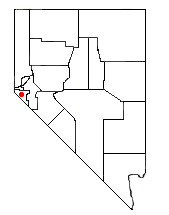
Minden

Minden – jednostka osadnicza) w USA, stolica hrabstwa Douglas w stanie Nevada. W roku 2005 liczba mieszkańców wyniosła 2 983 .
Przez centrum miasta, przebiega Autostrada Międzystanowa nr 395 (z ograniczeniem szybkości do 25 mil na godzinę). Tutaj kończy się Autostrada Stanowa nr 88 i na granicy z Kalifornią staje się kalifornijską Stanową nr 88.
W mieście znajduje się miasteczko uniwersyteckie Douglas Western Nevada Community College
Minden stanowi ważny w USA ośrodek szybownictwa.
Współrzędne: 38°57′22″N, 119°46′9″W. Całkowita powierzchnia Minden wynosi 11,1 km² (4,3 mil²), z czego tylko 0,1 km² (0,04 mil²) (0,47%) stanowi woda.